# Олівето-Ларіо
Олівето-Ларіо (італ. Oliveto Lario) — муніципалітет в Італії, у регіоні Ломбардія,  провінція Лекко.
Олівето-Ларіо розташоване на відстані близько 520 км на північний захід від Рима, 55 км на північ від Мілана, 16 км на північний захід від Лекко.
Населення — 1195 осіб (2014).

## Демографія
Населення за роками:

Станом на 1 січня 2023 року в муніципалітеті офіційно проживало 99 іноземців з 26 країн, серед них 42 громадяни країн Євросоюзу та 12 громадян України.

## Сусідні муніципалітети
- Аббадія-Ларіана
- Барні Ґамбл
- Белладжо
- Лазніго
- Льєрна
- Магрельйо
- Манделло-дель-Ларіо
- Вальброна
- Варенна